# Tasker H. Bliss

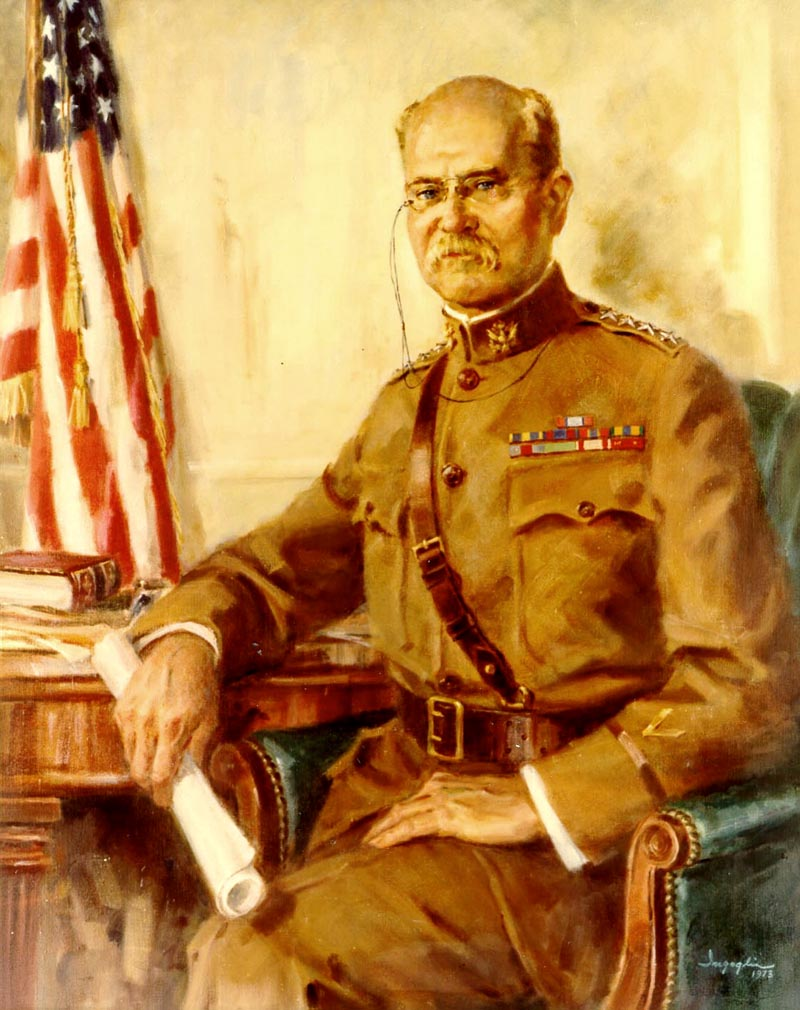
General Tasker H. Bliss

Tasker Howard Bliss GCMG (* 31. Dezember 1853 in Lewisburg, Pennsylvania; † 9. November 1930 in Washington, D.C.) war ein General der US Army und der Generalstabschef der Armee der Vereinigten Staaten vom 22. September 1917 bis zum 18. Mai 1918. Er diente als Offizier in der Armee von 1875 bis 1920.

## Biografie

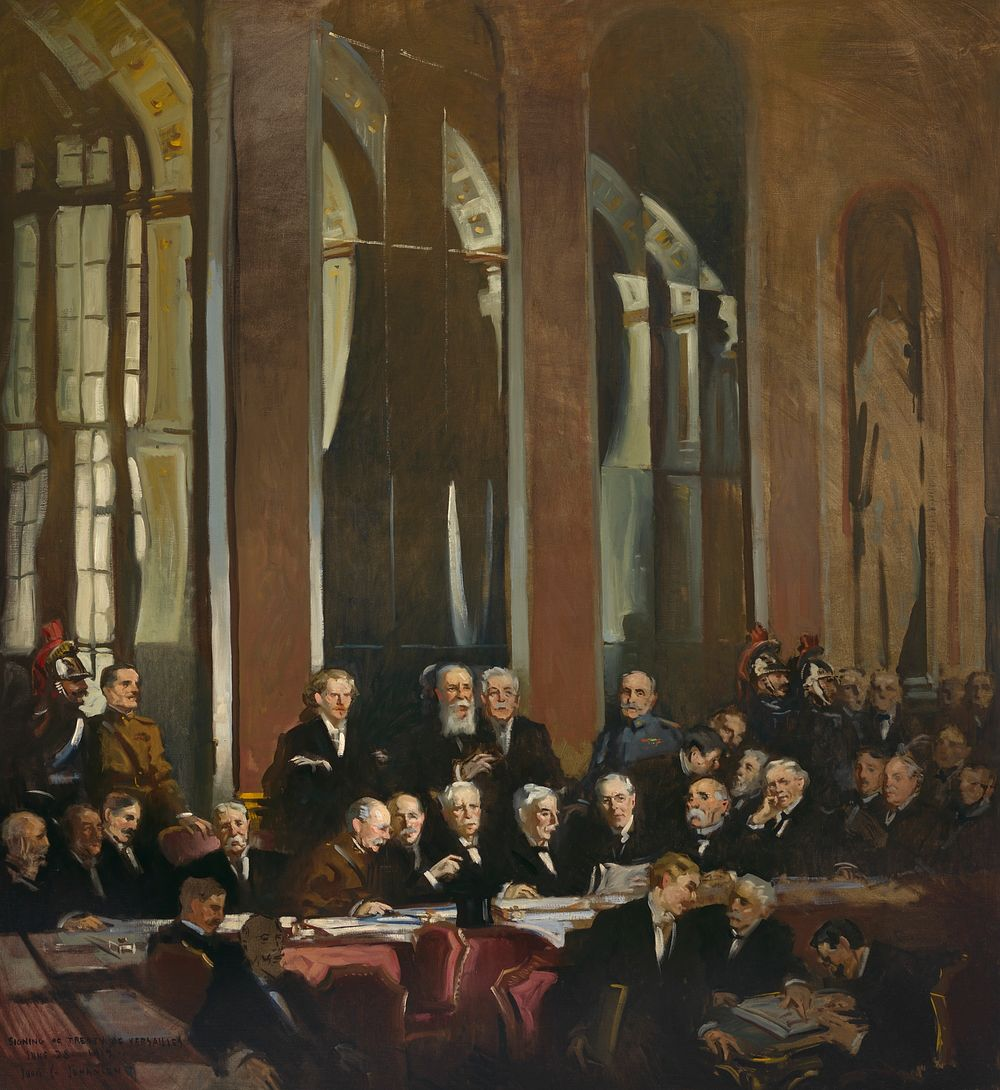
Die Delegation der Vereinigten Staaten (John J. Pershing, General Tasker H. Bliss, US-Präsident Woodrow Wilson, Edward Mandell House, Henry White, Robert Lansing) unterzeichnet den Vertrag von Versailles 1919. – National Portrait Gallery (Washington), Smithsonian Institution, NPG.65.83, Ölgemälde auf Leinwand von John Christen Johansen.

Bliss absolvierte die Militärakademie (USMA) in West Point (New York) und schloss sie als Achtbester seines Jahrgangs am 16. Juni 1875 ab.
1885 wurde er Lehrer des Naval War College, in deren Auftrag er nach England, Deutschland und Frankreich reiste, um die militärische Ausbildung dort kennenzulernen. Der Zweck der Reise war es, zu bestimmen, ob die militärische Ausbildung in den USA ähnlichen und relevanten Stoff vermittelte.

Er nahm 1898 am Spanisch-Amerikanischen Krieg in Kuba teil. In seiner weiteren Laufbahn beim Militär wurde er der erste Präsident des United States Army War College.
Er war ab 1875 Leutnant, ab 1880 Oberleutnant, ab 1892 Captain, ab 1898 Major und dann Oberstleutnant ab 1902 Brigadegeneral und ab 1915 Generalmajor.
Nachdem er seit 1915 als Assistant Chief of Staff gedient hatte, wurde er im September 1917 in Nachfolge von Hugh L. Scott zum Chief of Staff of the Army ernannt und am 6. Oktober 1917 von Präsident Woodrow Wilson in den Rang eines (temporären) Vier-Sterne-Generals erhoben. Er vertrat ab November 1917 sein Land als ständiger Repräsentant im Obersten Kriegsrat in Versailles.
Er war nach dem Ersten Weltkrieg 1919 als General und Diplomat beteiligt an der Pariser Friedenskonferenz und gehörte zu den Mitunterzeichnern des Versailler Vertrags für seine Nation. Ab 1930 wurde er wieder als General in der Pensionsliste geführt.
Bliss war seit dem 24. Mai 1882 mit Eleanor Emma Anderson (* 18. August 1853 in Lewisburg (Pennsylvania); † 30. September 1936 in Washington) verheiratet; sie hatten gemeinsam zwei Kinder. Seine Ehefrau war gut ausgebildet, hatte im Ausland gelebt und sprach neben ihrer Muttersprache Englisch sowohl Französisch als auch Deutsch.
Er wurde auf dem Nationalfriedhof Arlington in Washington beigesetzt.

## Ehrungen und Auszeichnungen
Ehrungen
- In der Historischen Rangordnung der höchsten Offiziere der Vereinigten Staaten wird er auf dem 13. Rang geführt.
- Truppentransportschiff USS Tasker H. Bliss (AP-42) der US Navy (1942 versenkt)
- Ehrenmitglied im Council on Foreign Relations
- Bliss-Porträt in der Luce Hall im United States Naval War College in Newport, Rhode Island

Auszeichnungen
- Army Distinguished Service Medal
- World War I Victory Medal
- Knight Grand Cross des Order of St. Michael and St. George von Großbritannien
- Großkreuz der Ehrenlegion von Frankreich
- Großkreuz des Kronenordens von Belgien
- Großkreuz Ritterorden der hl. Mauritius und Lazarus von Italien
- Kriegsverdienstkreuz (Italien)
- Orden der Aufgehenden Sonne von Japan
- Großkreuz (Krzyz Wielki) Orden Polonia Restituta von Polen
- Orden der Solidarität von Panama